# 흑태양 731
흑태양 731(黑太陽731, Men Behind the Sun)은 모우 툰 페이 감독의 홍콩 영화로, 1988년 12월 1일 개봉되었다. 대한민국에는 1990년 2월 24일 대한극장에서 개봉되었으며, 한국판 제목은 마루타이다.
이 작품은 2차 세계 대전 중 일본제국 육군 내 비밀 생물학 병기 실험을 담당한 731 부대의 만행을 그리고 있다. 이 영화는 전쟁이 막바지에 다다를 무렵 731 부대가 한국인 및 중국인들에게 행했던 잔인한 인체 실험을 자세히 다루고 있다. 실제 시신을 촬영용으로 사용했다는 점과, 여과 없이 등장하는 여러 잔인한 장면들 때문에 개봉된 여러 나라에서 많은 논란을 낳았다.

## 줄거리
영화 처음에 등장하는 "우정은 우정이며, 역사는 역사이다."라는 문구는 이 영화가 현대 일본을 악마로 묘사하는 것이 아니라, 과거 제국주의 일본이 중국에서 행했던 범죄를 고발한다는 내용을 담고 있다.
이 영화는 소년 부대로 징병되어 온 일본 소년들의 시각에서 진행된다. 이들은 관동군에 배속되었고 이시이 시로가 지휘하는 731 부대 내 한 시설로 배치된다. 이시이 시로는 뇌물수수로 예편을 당한 뒤 731 부대장으로 재임한 상태였다. 얼마 후 소년병들은 생체 실험이 행해지는 시설로 인도되었고, 포로들을 이용한 동상실험, 세균 투입 실험, 독가스 실험 등 비인간적인 경험을 겪는다. 이 과정에서 소년병들은 역겨움과 고통을 느낀다.
이 와중에서 소년들은 시설 근처에서 사는 한 벙어리 중국 소년과 친해진다. 어느 날 상관은 소년병들에게 실험 시설로 중국 어린이 하나를 데리고 올 수 있냐고 물어본다. 순진하게도 소년들은 자신들과 친한 중국 소년을 데리고 온다. 의료진은 소년을 수술실로 데려간 뒤 의학 실험을 위해 장기를 적출한다. 소년병들은 이 사실을 알고 분노하여, 모의하여 어느 날 집단으로 그들의 상관을 집단구타한다.
전쟁이 막바지로 치달으면서 전선 상황은 일본군에게 불리해져 갔다. 종전이 얼마 남지 않은 어느 날, 731은 포로들을 나무 형틀에 묶어 놓은 뒤 병균을 옮기는 벼룩이 섞인 도자기 폭탄을 떨어뜨려 살상력을 시험한다. 그러나 실전에 폭탄을 사용하기도 전에 일본은 항복을 선언하고 731 부대는 철수하게 된다. 남아 있는 중국인 포로들은 탈출을 시도하나 일본군은 증거인멸을 위해 그들을 모두 살해한다.
관동군 수뇌부는 전쟁 기간 중 행했던 잔혹행위 흔적을 없애기 위해 731부대를 파괴하기로 결정을 내린다. 이시이 시로는 처음에는 가족과 부하들에게 자결할 것을 명했으나, 이후 대신 본국으로 탈출하고 만약 포로로 잡힐 경우 자결하기로 방향을 바꾼다. 그러나 이시이는 최악의 결과를 막기 위해서 비밀을 지킬 것을 다짐한다.
731부대원들은 만주에서 탈출하기 위해 철도역에 집결한다. 포로로 잡혀 있던 최후의 중국인 마루타소년은 이들 가운데 군인 차림으로 위장을 하고 대열에 섞였으나, 일본군 장교가 눈치챈다. 잠깐의 난투 끝에 소년은 일본군에게 죽음을 당한다. 소년이 흘린 피가 일본 국기를 물들이고, 이를 지켜보던 이시카와는 최후의 마루타의 피로 물든 일장기를 끌어안으며 흐느끼고 나머지 소년병들은 공포에 질린다. 잠시 후 기차가 역을 떠나면서 영화는 끝난다.
영화의 끝에 나오는 문구에 이시이의 향후 행보가 나온다. 자막은 '이시이는 이후 미국에 생체 실험 정보를 제공하게 된다. 몇 년 후 그는 한반도 전선에 투입되며 얼마 후 전투에서 생화학 무기가 등장하게 된다.'라고 서술하고 있다.
하지만 이는 사실이 아닌걸로 학계에서는 보고있다.

## 말초적인 고어씬
흑태양 731은 공포영화, 고어 영화, 스플래터 영화(사람의 신체가 절단되거나 파괴되는 혐오스런 장면이 나오는 영화)로 분류되어 B급 영화로 알려져 있다. 실제로, 서울시내 대한극장에서 잠깐 영화가 상영(1990년 2월 24일)되기도 했는데, 한 여성이 이 영화를 보다가 너무 놀라서 구토를 일으키는 사건도 발생했다. 일부 학교에서는 학생들이 보기에는 부적절한 장면이 많이 나옴에도 역사교육을 한다는 목적으로 아이들을 데리고 단체관람을 하는 우스꽝스러운 풍경이 벌어지기도 했다. 광복절/3.1절특집으로 심야시간대에 공중파에서 편집본을 간간히 방영하였다. 90년대 이후의 하드고어 영화들과 비교해도 손색없을 정도로 여과없이 혐오스런 장면이 많이 나온다. 대표적으로 등장하는 고어씬은 다음과 같다.

### 동상실험
- 혹한의 겨울에 한 여성을 움직이지 못하게 하고 팔에 물을 부어 오랜 시간 동안 세워 놓는다. 자연히 물이 얼어 붙으면서 여성의 팔은 동상으로 괴사하게 된다. 이후 여성을 실험실로 데려온 뒤, 뜨거운 물에 팔을 담그게 한 다음, 다시 꺼내어 여성의 피부를 벗겨 내자 뼈가 앙상하게 노출된다.
- 한 남성의 팔을 -192도의 액체질소가 쏟아지는 급속 냉동 장치에 담그게 한 뒤 꺼내어 언 손을 쇠막대로 내리 치며 부순다.

### 진공실험
- 한 남자 마루타를 진공 실험실에 넣는다. 그런 다음 공기를 서서히 빼자, 남자는 신음소리를 내며 온몸을 비틀며 괴로워 하다가 쓰러진다. 이후 시체가 부풀어 오르면서 남성의 항문으로 내장이 쏟아져 나와서 죽는다.

### 독가스실험
- 러시아인 두 모녀 마루타를 독가스 실험실에 넣는다. 그러자 나는 어찌 되어도 좋으니 내 딸만은 살려달라고 애원하지만 이시이대장은 이를 묵살한다. 두 모녀는 독가스 실험의 희생양이 되어 죽음을 맞는다.

### 생체해부실험
간단한 수술만 마치고 소년을 보내줄거란 말을 믿은 이시카와는 밖에서 소년을 기다렸고, 해부실에 들어간 한 12~13세의 벙어리소년(성명 미상)은 천진난만한 얼굴로 해부실을 구경하며 좋아한다. 곧 자신이 해부실험의 희생양이 될거라는 사실을 전혀 알지 못했던 소년은 웃는 얼굴로 수술대위에 알몸뚱이로 누웠고 잠시 후 소년은 에테르 흡입마취로 정신을 잃는다. 그 후 소년은 복부가 갈라져 소년의 장기는 하나씩 병에 담겨 표본으로 되고 소년의 두개골까지 절개하여 뇌까지 표본으로 활용하고 나서 시신은 부대 내의 화장 시설로 보내진다.

## 한국판 성우진 (MBC, 1992년 8월 16일)

### 우리말 녹음
- 황일청
- 박소현
- 안정현
- 양지운
- 김기현
- 한상혁
- 윤지하
- 김용식
- 홍승옥
- 전국근
- 이도련
- 김명수
- 이성
- 권혁수
- 김수희
- 박기량
- 황윤걸
- 김영훈

#### 우리말 제작
- 녹음기술: 송원근
- 그래픽: 염동철
- 번역: 이정희
- 음악: 최미애
- 효과: 김홍식, 박준호
- 녹음연출: 박순웅

## 비판
모우 툰 페이는 자신은 역사적 사실에 충실하게 작품을 만들었다고 주장했으나, 영화에서 보여 준 연출들은 교훈적인 메시지를 담기보다는 말초적이라는 비판이 많았다. 혐오스런 장면들 때문에 이 영화는 전 세계 곳곳에서 많은 비판의 대상이 되었다. 오스트레일리아에서 상영금지 조치를 받았으며 일본에서는 대중적인 분노를 사서 모우 감독은 생명의 위협을 받기도 했다. 또한 영화 내용 중 살아 있는 고양이를 굶주린 수많은 쥐들 사이에 던져 넣어 뜯어먹히게 하는 장면은 동물 학대 논란을 낳았다.(쥐들은 영화 후반부에서 시설을 파괴할 때 불에 타 죽는다.) 또한 실제 시체를 가지고 영화를 촬영했었다는 점에서 극심한 논란거리를 만들었다.
1999년 4월 도나토 토타로가 모우 툰 페이 감독과 인터뷰한 결과 감독은 당시 자신은 모형이 아닌 실제 어린이의 시체를 가지고 영화를 찍었다고 고백했다. 이하는 모우 감독의 발언을 요약한 것이다.
- 소년병들이 상관을 각목으로 집단 구타하는 것은 실제로 존재하지 않은 사건이다. 감독은 소년병들에게는 잘못이 없음을 강조하기 위해 그 장면을 삽입했다고 했다.

- 소년병들의 배역은 중국에 살고 있는 조선족 아이들이 맡았는데, 그 이유는 그 당시 일본 아이들의 얼굴과 현대 중국 소년들의 얼굴은 많이 다르기 때문이라고 했다.

- 모우 감독은 흑태양 731에 유명 배우의 이름이 거론되는 것을 원치 않았기 때문에 의도적으로 무명 배우 및 배우가 아닌 일반인들 위주로 캐스팅했다.

- 소년병 역할을 맡았던 조선족 아이들은 제한적이기는 하나 실제 시체 해부 장면을 지켜봤다.

- 실제 시체를 쓴 것이라고 의혹을 받은 진공실험 내장 돌출 장면은, 배우가 엎드린 바닥에 구멍을 뚫고 동물의 내장을 이용하여 연출한 것이었다.

- 감독은 촬영장 근처 역에서 근무하는 경찰관에게 사고를 당하거나 질병으로 죽은 소년의 시체를 구해 달라고 주문했다. 두 달 후 경찰관은 감독에게 연락을 해 왔고 한 시간 내로 시신을 가져가라고 했고, 그 이유로 한 시간 후 부검을 해야 하기 때문에 그 전에 감독에게 시체를 인계해야 한다는 것이었다. 감독은 죽은 소년의 부모를 만났으며 부모는 중국인들을 위해서 아들의 시체를 촬영용으로 기증하는 것을 기쁘게 생각한다고 말했다.

## 관련 영화
- 칼의 철학
- 마루타 2 - 살인 공창(Men Behind The Sun 2: Laboratory Of The Devil) 제작: 1992, 감독: 하지강, 출연: 주강, 양완정, 온문응, 여명강
- 마루타 3 - 사망 열차(Men Behind The Sun 3) 제작: 1994, 감독: 하지강, 출연: 구서위, 맥덕라, 장정, 주강
- 마루타 4 - 남경 대학살(Black Sun: The Nanking Massacre) 제작: 1995, 감독: 모돈불, 출연 : 장량, 반영, 웅소전
- 성 마루타 제작: 1997, 감독: 서필현, 출연: 진경, 유채화, 채효경

## MBC 뉴스데스크 오보 에피소드
2005년 8월 15일 자 MBC 뉴스데스크에서는 러시아 군사영상보관소가 소장하고 있는 731부대의 생체실험 장면을 보도하였으나, 다음 날 김주하 앵커가 전 날 보도 한 생체 실험 장면은 중국 영화 《흑태양 731》의 한 장면이었음을 밝혔으며, 문제가 된 장면을 진위 여부 파악 없이 보도한 점에 대해 사과하였다.

## 같이 보기
- 731 부대

## 참고 문헌
- 무비스트 : 마루타(1988, The Devil 731 : Men Behind The Sun / 黑太陽 731 / Hei tai yang 731)
- 씨네서울 : 마루타 黑太陽 731 / The Devil 731 (1990)
- T. F. MOUS - THE MAN BEHIND THE SUN